# Тамбве, Патрик
Патрик Тамбве — французский легкоатлет конголезского происхождения, специализируется в марафоне. На олимпийских играх 2012 года не смог закончить марафонскую дистанцию. Занял 6-е место на Парижском марафоне 2005 года с результатом 2:10.27.
Победитель марафона в Тверии 2012 года с личным рекордом — 2:07.30.
16 февраля 2014 года занял 19-е место на Гонконгском марафоне с результатом 2ː21.02.